# 米蒂亞羅島

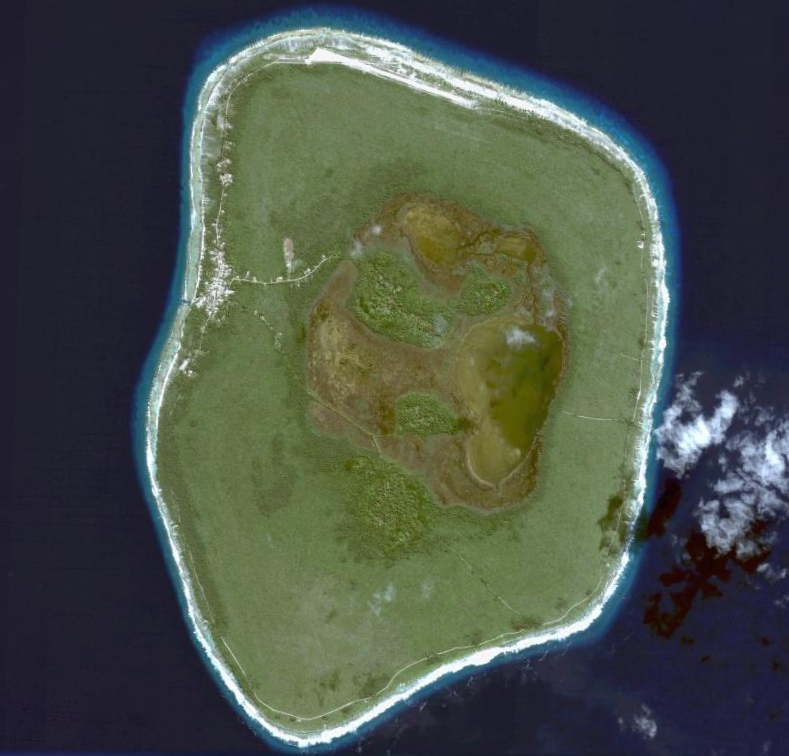

米蒂亞羅島（Mitiʻāro）是庫克群島的第四大島嶼。米蒂亞羅島是一座火山島，自水深達14,750英尺（4,500）处形成，最寬處寬約4英里（6.4）。

## 外部連結
- Map of Mitiaro

19°52′S 157°42′W / 19.867°S 157.700°W